# هانس كريستيانسن
هانس كريستيانسن (بالنرويجية البوكمول: Hans Christiansen)‏ هو متسابق يخت نرويجي، ولد في 16 أكتوبر 1867 في Nesna Municipality ‏ في النرويج، وتوفي في 20 يوليو 1938.

## وصلات خارجية
- هانس كريستيانسن على موقع اللجنة الأولمبية الدولية (الإنجليزية)
- هانس كريستيانسن على موقع أوليمبيديا (الإنجليزية)